# 姑臧
姑臧也称“盖臧”，在今甘肃省武威市，是匈奴民族用语。在中國歷史上是凉州的治所，在曾五胡十六國中，曾经是前涼、後涼的首都，所以也号称“五凉古都”。
姑臧先后为前凉、后凉都城，南凉、北凉也曾一度都于此地。故址为匈奴所筑，后音讹为姑臧。城呈龙形，故又名“卧龙城”。西汉建姑臧县，隶武威郡。东汉时为武威郡治所。由于汉、羌、匈奴多种民族杂居，又地处中西交通要道，使它很快成为河西富邑。三国曹魏时置凉州，以姑臧为治所，这是姑臧为凉州州治之始。
西晋永宁元年（301年），张轨为凉州刺史，设州治于姑臧。西晋亡，即为前凉都城，于原城之外增筑四城，人文荟萃，经济繁盛。东晋太元元年（376年），前秦攻灭前凉，置凉州刺史镇姑臧，豪右七千余户被徙往关中。十年，吕光据此地称凉州刺史，次年建后凉，立国都于姑臧。东晋义熙二年（406年），曾被后秦主姚兴任命为凉州刺史的南凉王秃发傉檀进驻姑臧，四年将南凉都城由乐都迁此。不久，北凉王沮渠蒙逊以步骑三万攻克姑臧，又于八年将北凉国都由张掖迁此，并在城南天梯山大造佛像。
刘宋元嘉十六年（439年），北凉降于北魏。北魏收姑臧城内户口二十余万，改姑臧县为林中县，仍为武威郡治。此后，姑臧城便以武威城名称世。西晋末年，中原战乱，中土人士避难西入凉州，姑臧成为保留汉族文化的重要据点，同时又是佛学东传的要地。后凉时，西域高僧鸠摩罗什在此地讲经，大兴佛教。北凉时，沮渠蒙逊尊西域僧人昙无谶为国师，在此译出《大般涅槃经》等十几部经典。
姑臧县城（盖臧城）最早位于今武威锁阳城城址，西汉末、东汉初时，姑臧县治迁往今武威城区，旧址遂废。